# Bunkasai Story
Bunkasai Story (文化祭ウラ実行委員会?, Bunkamatsuri ura jikkō iinkai) è un manga in due volumi scritto e disegnato da Tatsuya Egawa, autore tra l'altro di Golden Boy. In Italia è pubblicato da Flashbook.

## Trama
Takuro Takano che sta frequentando la terza media ha fatto un giuramento: prima di finire la scuola dovrà riuscire a baciare per la prima volta una ragazza. Dal momento che è segretamente innamorato della sua compagna di classe Kirara Tanaka, aderisce al comitato organizzativo del Bunkasai, la tradizionale festa degli studenti a cui anche la ragazza fa parte. A complicare la cosa c'è però la sua nomina a "Committente Segreto" da parte della bella professoressa Okayama. Lui non ha idea di che cosa sia un "Committente Segreto", ma la cosa farà sì che lui debba passare molto tempo anche assieme alla professoressa.